# Zyklon Tomas
Zyklon Tomas, offizielle Bezeichnung Severe Tropical Cyclone Tomas oder 14F, war der intensivste tropische Wirbelsturm, der seit Zyklon Bebe 1972 Fidschi getroffen hat. Das System entstand am 9. März aus einer tropischen Störung und intensivierte sich in einer für die Entwicklung günstigen Umgebung stetig, bis es am 11. März soweit an Stärke hinzugewonnen hatte, um als Tropischer Zyklon Tomas klassifiziert zu werden. Tomas war der achte benannte tropische Wirbelsturm der Südpazifischen Zyklonsaison 2009–2010. Während der nächsten paar Tage verstärkte sich der Zyklon mäßig und erreichte am 13. März den Status eines schweren tropischen Zyklons. Tomas verstärkte sich weiter und hatte ab dem 14. März Auswirkungen auf Teile Fidschis. Als der Zyklon am 15. März seine geringste Annäherung an Vanua Levu machte, erreichte Tomas nach den Angaben des Fiji Meteorological Service (FMS) seine größte Stärke mit andauernden zehnminütigen Windgeschwindigkeiten von 175 km/h und einem zentralen Luftdruck von 930 hPa. Zum selben Zeitpunkt wurde Tomas durch das Joint Typhoon Warning Center aufgrund von andauernden einminütigen Windgeschwindigkeiten von 215 km/h als ein Zyklon äquivalent zur Kategorie 4 der Saffir-Simpson-Hurrikan-Windskala bewertet.
Zyklon Tomas erwies sich für Fidschi als sehr destruktiv. Viele Bewohner des Inseln wurden obdachlos und ganze Siedlungen wurden unter Wasser gesetzt. Mindestens eine Person wurde durch den Sturm getötet, weil sie ins Meer hinausgespült wurde, als sie Familienmitglieder retten wollte. Von einigen weiter draußen liegenden Inseln wurden Windböen von bis zu 280 km/h gemeldet.

## Sturmverlauf

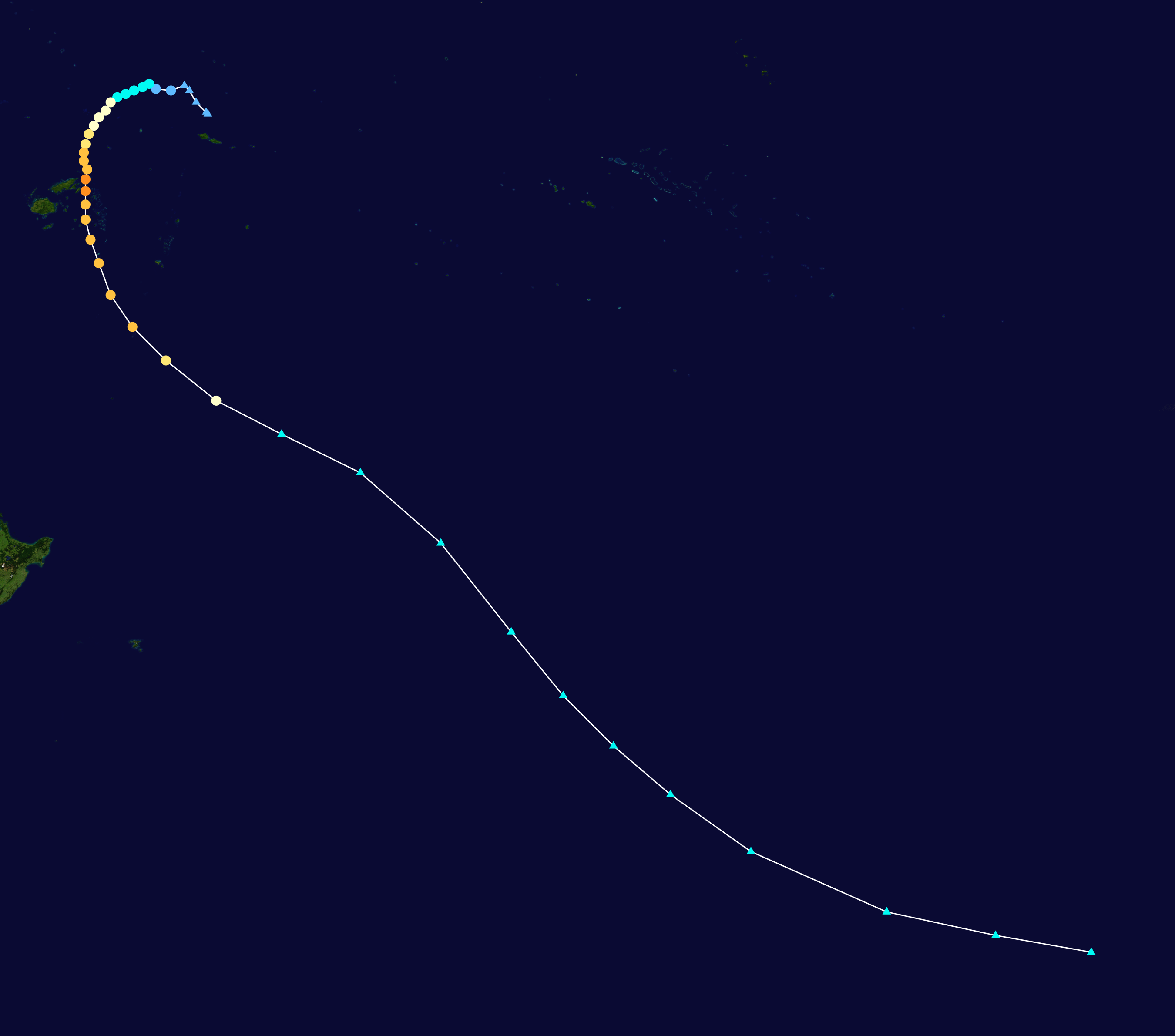
Zugbahn

Kurz nachdem das Regional Specialized Meteorological Centre in Nadi am 9. März die ersten Warnungen zur Tropischen Störung 13F ausgab, begann der FMS mit der Beobachtung einer weiteren Störung, 14F, die sich weiter im Osten befand. Am folgenden Tag entwickelte sich rund um das bodennahe Zirkulationszentrum des Systems eine tiefe Konvektion, was das JTWC veranlasste, das System genauer auf eine Bildung zyklonischer Aktivität zu überwachen. Später am 10. März stufte der FMS das sich weiter besser organisierende System als tropische Depression ein. Da sich das System in einem Gebiet mit niedrige Windscherung befand und sich über dem sich ausdehnenden Tiefdruckgebiet weiter Konvektion bildete, gingen die Meteorologen von einer Intensivierung aus. Gegen 15:00 Uhr UTC am 11. März gab das JTWC die erste vollwertige Warnung vor dem Wirbelsturm aus und bezeichnete ihn als Tropischen Sturm 19P. Mehrere Stunden später stufte der FMS das System zu einem Zyklon der Kategorie 1 der australischen Zyklonskala hoch und gab dem Sturm den Namen Tomas. Eine rapide Intensivierung des Zyklons in den folgenden 48 Stunden wurde erwartet, da die Wasseroberflächentemperaturen in der Bahn des Zyklons mehr als 30 °C betrugen und somit ordentlich oberhalb des für eine Zyklonbildung notwendigen Wertes lagen.
Während des 12. März intensivierte sich Zyklon Tomas stetig und früh am folgenden Tag stufte das JTWC den Sturm in die Kategorie 1 der Saffir-Simpson-Hurrikan-Windskala hoch, da Tomas andauernde einminütige Windgeschwindigkeiten von 120 km/h erreichte. Die konvektiven Regenbänder nahmen am 13. März zu, was dem Zyklon am folgenden Tag erlaubte, sich zum vierten schweren tropischen Zyklon der Saison zu verstärken. Etwa zur selben Zeit stufte das JTWC Tomas wegen andauernder einminütiger Windgeschwindigkeiten von 155 km/h in die Kategorie zwei hoch. Am Nachmittag  des 14. März bildete Zyklon Tomas ein Auge und der FMS geht davon aus, dass der Zyklon zu diesem Zeitpunkt andauernde zehnminütige Windgeschwindigkeiten von 150 km/h sowie einen zentralen Luftdruck von 950 hPa erreichte. Das JTWC stellte eine weitere Intensivierung fest und stuft den Zyklon in die Kategorie 3 hoch. Als der Zyklon am 15. März an Vanua Levu vorbeizog, erreichte der Sturm seinen Höhepunkt mit andauernden einminütigen Windgeschwindigkeiten von 175 km/h und einem Luftdruck von 930 hPa. Das JTWC stufte den Zyklon zu dem Zeitpunkt mit einminütigen andauernden Windgeschwindigkeiten von 215 km/h in der Kategorie 4 ein.
Der Zyklon schlug schließlich eine südöstliche Zugrichtung ein und beschleunigte nach vorne. Am 18. März wurde das System außertropisch.

## Auswirkungen
| Regenreichste tropische Wirbelstürme in Fidschi Höchste aufgezeichnete Regenmengen | Regenreichste tropische Wirbelstürme in Fidschi Höchste aufgezeichnete Regenmengen | Regenreichste tropische Wirbelstürme in Fidschi Höchste aufgezeichnete Regenmengen | Regenreichste tropische Wirbelstürme in Fidschi Höchste aufgezeichnete Regenmengen | Regenreichste tropische Wirbelstürme in Fidschi Höchste aufgezeichnete Regenmengen |
| Regenmenge                                                                         | Regenmenge                                                                         | Sturm                                                                              | Station                                                                            |                                                                                    |
| Rang                                                                               | (mm)                                                                               | Sturm                                                                              | Station                                                                            |                                                                                    |
| ---------------------------------------------------------------------------------- | ---------------------------------------------------------------------------------- | ---------------------------------------------------------------------------------- | ---------------------------------------------------------------------------------- | ---------------------------------------------------------------------------------- |
| 1                                                                                  | 755                                                                                | Bebe (1972)                                                                        | Suva                                                                               |                                                                                    |
| 2                                                                                  | 615                                                                                | Gavin (1997)                                                                       | Monasavu dam                                                                       |                                                                                    |
| 3                                                                                  | 495                                                                                | Mick (2009)                                                                        | Monasavu dam                                                                       |                                                                                    |
| 4                                                                                  | 386                                                                                | 04F (2009)                                                                         | Monasavu dam                                                                       |                                                                                    |
| 5                                                                                  | 350                                                                                | Tomas (2010)                                                                       | [ 11 ]                                                                             |                                                                                    |
| 6                                                                                  | 341                                                                                | June (1997)                                                                        | Monasavu dam                                                                       |                                                                                    |
| 7                                                                                  | 311                                                                                | Ami (2003)                                                                         | Taveuni Island                                                                     |                                                                                    |
| 8                                                                                  | 293                                                                                | Tam (2006)                                                                         | Rotuma                                                                             |                                                                                    |
| 9                                                                                  | 190                                                                                | Cliff (2007)                                                                       | Lakeba                                                                             |                                                                                    |
| 10                                                                                 | 110                                                                                | Daman (2007)                                                                       | Rotuma                                                                             |                                                                                    |

Eine Person wurde auf Vanua Levu getötet. Sie wurde in der Nähe der Bucht Namilamila beim Versuch, vier ihrer Familienmitglieder in Sicherheit zu bringen, von einer großen Welle erfasst und auf das Meer hinausgespült.
Auf den nördlichsten Inseln Fidschis, Cikobia und Qelelevu, wurde am 15. März die Telekommunikation unterbrochen. Viele Häuser an Wasserläufen und an den Ufern des Pazifischen Ozeans wurde von Hochwasser und Sturmflut weggespült. Die Sturmflut erreichte eine Höhe bis zu sieben Metern. Teile der Region verzeichneten mehr als 350 mm Niederschläge innerhalb von zwei Tagen. Stromleitungen und die Wasserversorgung wurden auf mehreren Inseln unterbrochen, tausende von Bewohnern mussten vorübergehend Notunterkünfte aufsuchen. Da in einer ersten Bewertung durch den Durchzug des Zyklons mindestens 50 Häuser vernichtet wurden, erklärten die Behörden Fidschis den Notstand für die nördlichen und östlichen Verwaltungsbezirke.
Nach dem Sturm stellten die Regierungen Neuseelands und Australiens jeweils eine Million Dollar ihrer jeweiligen Währungen für Nothilfemaßnahmen in Fidschi zur Verfügung. Die Luftwaffe Neuseelands flog Hilfsgüter ein, darunter Zeltbahnen und Geräte zur Wasseraufbereitung.